# Festuca calcarea
Festuca calcarea är en gräsart som beskrevs av Cvetomir Mitev Denchev. Festuca calcarea ingår i släktet svinglar, och familjen gräs.
Artens utbredningsområde är Bulgarien. Inga underarter finns listade i Catalogue of Life.